# Perdóname (telenovela peruana)
Perdóname es una telenovela peruana del género drama-misterio, transmitida por la cadena América Televisión, bajo la creación y producción de Michelle Alexander y siendo dirigida por Aldo Salvini. 
Está protagonizada por los exesposos Érika Villalobos y Aldo Miyashiro. Asimismo, cuenta con las participaciones antagónicas de Alexandra Graña, Fernando Niño, Javier Valdés, Andrés Salas, Manuel Baca Solsol y Emilram Cossío. Además de ellos, cuenta con las actuaciones juveniles de Fernanda Miyashiro y Mikael Miyashiro, ambos hijos de los protagonistas y quienes en esta producción televisiva hacen su debut en la actuación.
El programa se estrenó tras el final de la otra producción televisiva Luz de luna, el 27 de septiembre de 2023. El proyecto fue anunciado en septiembre de ese año para reemplazar a la serie mencionada y más tarde, se dieron a conocer a los protagonistas Miyashiro y Villalobos, lo que generó varias controversias en las redes sociales por los problemas conyugales que tuvieron el año 2022, producto de la infidelidad de Miyashiro hacia Villalobos con su excompañera de trabajo, la periodista Fiorella Retiz.
La telenovela es una idea original de Miyashiro y Villalobos, basado en un incidente de infidelidad entre ambos. Es escrita por Aldo Miyashiro y Abel Enríquez, junto a los coguionistas Érika Villalobos, Gilberto Nué, Alejandro Alva y Abril Cárdenas.

## Sinopsis
Es la historia de Lara Ferradas, quien a través de los medios de comunicación se entera de que su expareja Lito Acosta será liberado después de pasar 15 años en prisión por el misterioso asesinato de su hermano Pablo Ferradas. Esta noticia la tomará completamente por sorpresa y Lara tendrá que enfrentarse a una difícil situación: perdonar a Lito o continuar con su vida sin él.

## Argumento
Cuenta la historia de Lito Acosta (Aldo Miyashiro), un boxeador retirado y esposo de Lara Ferradas (Érika Villalobos), una diseñadora de modas, con quien tiene dos hijos: Joaquín (Mikael Miyashiro) y Renata (Fernanda Miyashiro). Pero un trágico día, por medio de la televisión se da la noticia de la muerte de Pablo Ferradas (Fernando Luque), el hermano de Lara y heredero de la Naviera, empresa de la familia Ferradas, producto de un asesinato mientras estaba en su oficina. Mientras se estaban dando las investigaciones, la polícia encuentra a Lito como el supuesto culpable de la muerte de Pablo. Durante la misa de despedida del heredero de los Ferradas, Lito es capturado y arrestado por la policía injustamente para posteriormente, ser condenado a varios años de prisión por ese crimen que no cometió. Alberto Ferradas (Roberto Moll) es el dueño de la Naviera, casado con Victoria Ferradas (Lourdes Berninzon), ambos padres de Lara y Pablo, quienes terminan falleciendo asesinados a manos del verdadero asesino de Pablo a consecuencia de sus intentos por descifrar el misterio del asesinato de su hijo.  
Mientras que tras el arresto y encarcelamiento de Lito, Lara se casa con Enzo Messina (Fernando Niño), un empresario argentino, quien comienza a ocupar el lugar de Lito y de quien se sospecha que podría ser el causante de la muerte de Pablo. 
Quince años más tarde, Lara organiza un desfile de moda en el cual se presentaban diferentes modelos. Al terminar el evento, los reporteros le preguntan sobre la liberación de Lito, a lo cual Lara, acompañada de Cristina (Alexandra Graña), a quien consideraba como su mejor amiga, poniéndose nerviosa prefiere desistir de dar sus declaraciones sobre el tema y se retira del escenario. Tras cumplir su condena, Lito se reencuentra con su familia, su madre Rosa Acosta (Gabriela Velásquez) y sus hermanos «Sugar» Acosta (Pedro Sánchez), un entrenador de boxeo, «Tuerquita» Acosta (Gilberto Nué), quien trabaja como payaso y Valentín Acosta (Rafael Ferrero), un joven con la discapacidad del síndrome de Down. Por otro lado, llega Samuel Acosta (Emilram Cossío) quien es un asesino en serie y otro hermano de Lito, a quién odia debido a que su interés amoroso Margarita Rosales (Stephany Orúe), lo rechazó para luego contraer nupcias con Lito. Sugar tiene como mejor amiga a Ivana (Vania Torres), una aficionada del boxeo, a quien inicialmente no acepta para ser parte de su gimnasio por ser mujer, pero sin embargo por insistencia de Lito, Ivana termina siendo aceptada. Mientras que Tuerquita se enamora y sueña con una relación amorosa con la doctora Flores (Ximena Arroyo), la abogada de Lito. Más tarde, Lito va en búsqueda de Lara, pero se da con la sorpresa de que ella está en una relación amorosa con Enzo. Tras descubrir a ambos besándose, Lito rápidamente se va de la casa de Lara llorando por lo sucedido.
A la mañana siguiente, aparece un grupo de delincuentes liderado por «Fierro» (Manuel Baca Solsol), quienes asaltan frecuentemente a los vendedores del comedor popular, obligándolos a pagar cupos y amenazándolos con matarlos y quemar sus locales. Ante esta situación, Lito se compromete a ayudar a sus vecinos a confrontar a Fierro y su pandilla; uno de ellos, «Toño» (Santiago Suárez), hermano de Margarita, se separa de la banda criminal debido a que ya no quería meterse en más problemas policiales. Paralelamente, aprovechando su libertad Lito se propone dispuesto a buscar justicia, para saber quién mató realmente a Pablo y a la vez descubrir quien es el misterioso asesino que está empeñado en destruir a la familia Ferradas. Buscando información con la ayuda de Lara, Lito comienza a obtener la ayuda de Blass (Sebastián Monteghirfo), el mejor amigo de Pablo, quien más tarde, se convierte en su aliado, para que juntos puedan encontrar al culpable del fallecimiento de Pablo. Buscando más pistas, Lara, Lito y Blass logran conseguir la lista oficial de sospechosos, en la que están implicados varias personas cercanas a la familia Ferradas: como Eduardo Ferradas (Javier Valdés), hermano de Alberto y tío de Lara y Pablo, quien también trabaja en la Naviera y mantiene negocios ilegales con varias organizaciones criminales; Enzo Messina, esposo de Lara, el cual ambiciona quedarse con el control total de la Naviera; Cristina, mejor amiga de Lara y pareja de Pablo, la cual mantiene un obsesivo romance secreto con Eduardo; Samuel Acosta, hermano de Lito quien es un delincuente y asesino a sueldo; Rosa Acosta, madre de Lito quien demuestra tener varios secretos en torno a su familia; y el empresario Fabián Garza (Andrés Salas), quien realmente es Adrián Jiménez, un estafador el cual busca venganza por el daño que un miembro de los Ferradas le ocasionó a su padre. Por otro lado, Leslie Bustamante (Raysa Ortiz) una modelo de pasarela ambiciosa y arribista, quien es la enamorada de Fabián y quien posteriormente se relaciona con Toño y temporalmente con Enzo, sin saber este último que realmente es de clase baja, termina arrepintiéndose por el daño que causó pidiéndole disculpas a su madre por negarla y humillarla y regresando con Toño, tras este ver que Leslie realmente se ha redimido habiendo abrazado su verdadera personalidad sin avergonzarse de su clase social.   
Posteriormente, un prestamista amenaza a Samuel para que le pagara lo que le debía afirmándole que si no lo hace, matará a un integrante de su familia. Tras Samuel no haber pagado la deuda, el prestamista y su banda asaltan al comedor popular, donde Valentín recibe un disparo en la espalda y es trasladado rápidamente al hospital. Luego, Samuel le echa la culpa injustamente a Lito por causar el estado comatoso de su hermano, y Lito termina recibiendo el rechazo total de su familia. Mientras que Joaquín se relaciona con su compañera de clases Sol Almanza (Zoe Arévalo), con la que contrae una relación amorosa.  
Tiempo más tarde, Enzo falsifica la prueba de ADN de Renata y Lito con el objetivo de no perder a su hija adoptiva, sin embargo, tras lo sucedido, Lara termina su matrimonio con el argentino y junto a Lito les revelan a Joaquín y Renata todas las villanias que Enzo cometió en contra de la familia. Por venganza, Enzo decide mandar a secuestrar a los hijos de Lara en complicidad con Eduardo. Mientras que a causa de una trampa tramada por el verdadero asesino, Tuerquita muere asesinado de un disparo mientras estaba con la doctora Flores, debido a que lo confundieron con su hermano Lito. Tiempo después, Fierro amenaza a Samuel cobrándole los favores que le hizo, pero tras la negativa de Samuel, Fierro irrumpe en la casa Acosta y amenaza de muerte a mamá Rosa con un cuchillo, sin embargo, Samuel llega a la casa y termina asesinando a Fierro disparándole para sorpresa de mamá Rosa quien de esa forma descubre que Samuel realmente es un criminal y asesino. Por otro lado, aparece Freddy «la Raza» Chávez (Haysen Percovich), un boxeador y antiguo rival de Lito, quien reta al protagonista en el ring por el campeonato de boxeo. Inicialmente, Lito no quiere pelear con Freddy porque está retirado y mal de salud debido a la donación de riñón que le hizo a Renata y a las heridas de disparos que recibió semanas atrás. Sin embargo, a instancias de su familia termina aceptando la pelea para pagar la operación que le permitirá a Valentín caminar nuevamente. Freddy fue entrenado por John «Mano Dura» Quiroga (Martín Abrisqueta), un entrenador de boxeo y criminal, quien tiene malas intenciones en contra de Lito y para asegurar la victoria de Freddy en complicidad con Enzo y Eduardo, secuestra a Joaquín y Renata para obligar a Lito a rendirse en el cuarto round.  
Finalmente, el misterio se resuelve con Lara siendo contactada por el misterioso asesino quien la cita a un encuentro en donde Lara termina siendo secuestrada por Samuel, quien se confiesa como el culpable y autor material de las muertes de Pablo, Victoria y Alberto revelándole a Lara que cometió esos asesinatos por dinero. Después para horror de Lara aparece Cristina develándose como la autora intelectual de los asesinatos y atentados de su familia confesándole que todo lo hizo por amor a Eduardo pero que ya nada le importa por que descubrió que él no la amaba y que en cambio ama a Lara. Cristina le ordena a Samuel matar a Lara pero ella misma termina siendo asesinada por Samuel de un disparo en el pecho. Luego Samuel quiere aprovecharse de Lara y tras ser rechazado por ella se prepara para asesinarla pero Blass llega justo a tiempo y mata a Samuel de un disparo salvando a Lara del secuestro. En otra parte, en el encuentro principal, Lito y Freddy se enfrentan a duelo, en el cual el primer round, este último toma la delantera tirándole un puñete a Lito haciéndolo tirar del ring. Sin embargo, con el apoyo de sus amigos y familiares más la llegada de Renata y Joaquín tras ser liberados de su secuestro gracias a Blass, Lito se levanta recuperando su nivel deportivo y finalmente llevándose la victoria derrotando a Freddy. Tras el final de la pelea de box, la Policía llega y captura a Eduardo, Enzo y John por el secuestro de Renata y Joaquín. Tras la victoria, Lara felicita a Lito y finalmente, ambos retoman su relación amorosa en compañía de sus hijos, amigos y familiares.

## Temporadas
| Temporada | Temporada | Episodios | Episodios | Emisión original         | Emisión original       |
| Temporada | Temporada | Episodios | Episodios | Primera emisión          | Última emisión         |
| --------- | --------- | --------- | --------- | ------------------------ | ---------------------- |
|           | 1         | 51        | 51        | 27 de septiembre de 2023 | 8 de diciembre de 2023 |

## Reparto

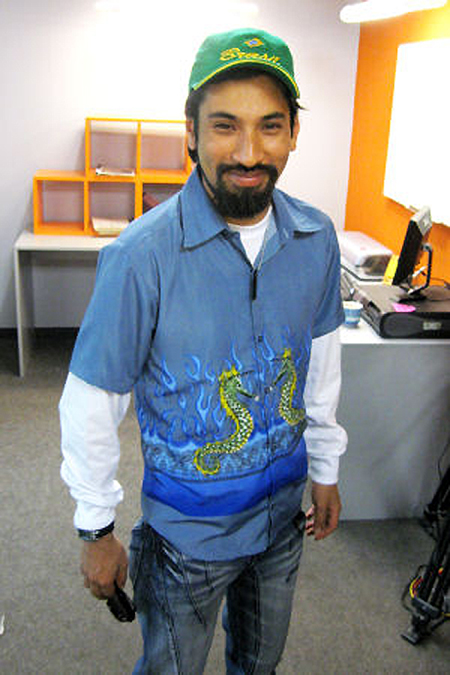
Aldo Miyashiro es Lito Acosta

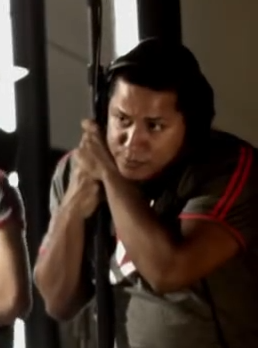
Emilram Cossio es Samuel Acosta

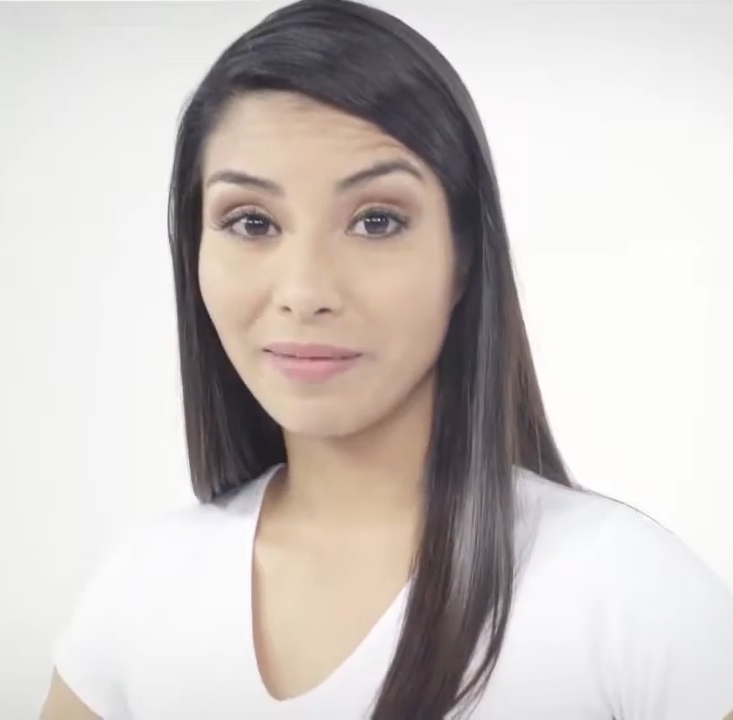
Stephany Orúe es Margarita Rosales

### Principales
- Érika Villalobos como Lara Ferradas Ferradas[3]
- Aldo Miyashiro como Aquiles «Lito» Acosta Acosta[3]
- Lourdes Berninzon como Victoria Ferradas[3]
- Javier Valdés como Eduardo Ferradas[3]
- Fernando Niño como Enzo Messina[3]
- Gabriela Velázquez como Rosa Acosta «Mamá Rosa»[3]
- Alexandra Graña como Cristina[3]
- Emilram Cossío como Samuel Acosta Acosta[3]
- Gilberto Nué como «Tuerquita» Acosta Acosta[3]
- Pedro Sánchez como «Sugar» Acosta Acosta[3]
- Sebastián Monteghirfo como Blass Monteverde
- Stephany Orúe como Margarita Rosales[3]
- Ximena Arroyo como Dra. Flores
- Andrés Salas como Adrián Jiménez / Fabián Garza[3]
- Santiago Suárez como Antonio «Toño» Rosales[15]
- Raysa Ortiz como Leslie Bustamante[15]
- Manuel Baca Solsol como Juan Vázquez «Fierro»[3]
- Mikael Miyashiro como Joaquín Alberto Acosta Ferradas / Joaquín Alberto Messina Ferradas[16]
- Vania Torres como Ivana
- Fernanda Miyashiro como Renata Acosta Ferradas / Renata Messina Ferradas[3]
- Rafael Ferrero como Valentín Acosta Acosta
- Roberto Moll como Alberto Ferradas

### Recurrentes e invitados especiales
- Fernando Luque como Pablo Ferradas Ferradas
- Stefano Tosso como Martín Raygada
- Carlos Victoria como Don Artemio Jiménez
- Carlos Mesta como Julio
- Fiorella Díaz como Señora Carrión
- Américo Zúñiga como Humberto «Don Tito»
- Fernando Llanos como él mismo
- Jesús Aranda como Comisario Ramírez
- Luis Meneses como Dr. Jorge
- Aníbal Lozano Herrera como Rubén
- Raúl Carpena como uno de los integrantes de la banda de Fierro
- Gabriel Meneses como Alexis
- Trilce Cavero como Enfermera
- Octavio Campos como Matías Raygada Rosales
- Alfonso Dibós como Doctor
- Germán «Manchi» Ramírez como Asesino
- William Bell-Taylor como Padre de Guido
- Carlos Montalvo como «El Tunche»
- Alejandro Tagle como Vasco Ferradas / Vasco Morales Carrión
- Tati Alcántara como Sandra
- Alexia Barnechea como Joven embarazada
- Patricio Villavicencio como Juez Ricardo Castro
- Zoe Arévalo como Sol Almanza
- Mario Velázquez como Prestamista
- Juan Luis Maldonado como Propietario
- Raúl García como Don Vicente
- Alana La Madrid como Bodeguera
- Tito Vega como Doctor
- Orietta Foy como Cuidadora de Vicente
- Dante del Águila como Doctor
- Pilar Astete como Rebeca
- Geral Angulo como Daniel Vilca
- Martín Abrisqueta como John «Mano Dura» Quiroga
- Roberto Ruiz como Dr. Claudio Arriaga
- Martín Martínez como Chicho
- Viviana Pereyra como Mercedes «Meche»
- Nico Argolo como Abraham Morales
- Haysen Percovich como Freddy «La Raza» Chávez
- María Pía Zúñiga como ella misma
- Kevin Solano como Presentador del combate de box
- Miguel Masías como «El Ratón» Masías

## Episodios
| N.º en serie | N.º en temp. | Título                                                         | Dirigido por | Escrito por                       | Fecha de emisión original |
| --- | ------------ | -------------------------------------------------------------- | ------------ | --------------------------------- | ------------------------- |
| 1 | 1            | «Una historia de intriga, drama y dolor»                       | Aldo Salvini | Aldo Miyashiro y Érika Villalobos | 27 de septiembre de 2023  |
| La historia inicia en 2008 con un breaking news del noticiero de América Televisión, con el periodista Fernando Llanos informando sobre la muerte de Pablo Ferradas. Luego, se muestra un flasfoward en donde la policía determina a Lito Acosta como el culpable del asesinato. 15 años después, en 2023, Lito sale libre de la cárcel reencontrándose con su madre Rosa y sus hermanos Sugar, Tuerquita y Valentín. Mientras que Lara Ferradas, la hermana de Pablo, sigue creyendo que Lito es culpable, lo ha olvidado y ha iniciado una nueva vida junto a Enzo. Pero se revela que realmente no olvidó del todo a Lito y llora mucho tras descubrir que este ha recibido una reducción de condena y está libre. A la vez, se revela que ambos tuvieron 2 hijos, el mayor de ellos, Joaquín, parece estar al tanto de quien es Lito, mientras que, la menor, Renata, lo ignora por completo hasta que ve las noticias. En la casa Ferradas, con la presencia de toda la familia, el patriarca Alberto, les comunica que se retirara de la Naviera para tomarse vacaciones junto a su esposa Victoria y que próximamente nombrará a su sucesor. A la vez, la familia se alerta con la salida de prisión de Lito, con Enzo y Eduardo estando de acuerdo en hacer todo lo posible para regresarlo a la cárcel. Lito es acosado por la prensa al salir de prisión, al igual que Lara cuando está con su mejor amiga Cristina en medio de su desfile de modas. Pero aun así decide ir a buscarla a su casa. Allí, Lito se esconde y así observa y escucha a Renata pensándola como hija de Lara y Enzo, quien menciona que tiene miedo de su salida de prisión porque cree que les hará daño. Eso hiere a Lito, quien decide irse sin ser visto, pero de pronto aparece Enzo y sospecha de su presencia. Finalmente, Lito logra irse sin ser visto. Pero al alejarse de la casa, rompe en un llanto desconsolado al ver que ha perdido por completo a su familia. |              |                                                                |              |                                   |                           |
| 2 | 2            | «¿Lito y Lara se reencontrarán?»                               | Aldo Salvini | Aldo Miyashiro y Érika Villalobos | 28 de septiembre de 2023  |
| Luego de salir de prisión, Lito, acompañado de Sugar, se reencontró con sus vecinos en el barrio, donde incluso tuvo un incidente con una señora que lo tilda de delincuente. Lara le pide a su hijo hablar sobre la salida de Lito de la cárcel, sin embargo, Joaquín le deja en claro que no quiere saber nada sobre él. Lito, junto a su hermano, se enfrasca en un enfrentamiento con delincuentes, con la finalidad de proteger a un comedor popular de la zona, que venía siendo víctima de cobro de cupos. Cuando Toño, amenaza a Lito con una navaja y pretende atacarlo se aparece Fierro, el líder de la banda, quien reconoce a Lito en su faceta como boxeador y persuade a sus cómplices para no llevar el asunto a mayores. Lito le reclama a su hermano, luego de enterarse de que él, así como todos en el barrio, le pagan cupos a los delincuentes. Luego de discutir por pagar cupos, Sugar le da un recorrido a Lito por el barrio, con la finalidad de mostrarle la latente inseguridad que existe, una situación muy diferente a la mostrada 15 años atrás. Luego de regalarle un costoso reloj a Alberto, Enzo le pregunta si lo tiene en sus planes para hacerse cargo de la empresa, sin embargo, Alberto le indica que aún hay muchos trámites por hacer antes de dejar su jefatura. Luego de verlo triste ante la salida de Lito de la cárcel, Enzo le pide a Joaquín conversar, sin embargo, él no quiere. Ante esto, Enzo le pide que confíe en él, sellando el momento con un abrazo. En su búsqueda por seguir cobrando cupos en el barrio, la banda de Fierro va a la tienda de don Tito, pero luego que le dice que le dará el dinero al día siguiente, los delincuentes lo empiezan a golpear, dejándolo tendido en el suelo. Tras no quedarse contentos con agredir a don Tito, la banda de Fierro entra a la casa de Mamá Rosa para robarle, pero al ver que pone resistencia, la agreden con un cuchillo, dejándola malherida. Enzo va al gimnasio de Lito para amenazarlo con que deje a su familia en paz, sin embargo, son interrumpidos por Valentín, quien le cuenta sobre lo sucedido con su madre. Renata le pregunta a Lara acerca de Lito, luego de ver a Joaquín triste ante la noticia de su salida de la cárcel. Ante esto, Lara le explica que se trata de su exesposo. Mientras Lara se encuentra conversando con Enzo recibe una llamada de su tío, Eduardo, quien les comunicó acerca de una reunión con toda su familia con la finalidad de hablar sobre Lito. Tras llevarse un gran susto por la salud de su mamá, Lito, Sugar y Tuerquita reciben la noticia de que su mamá está bien y recuperándose favorablemente. Luego de la reunión familiar, Lara se queda a conversar con Victoria, a quien le dice que ella siente que Lito no mató a su hermano y se lamenta por creer en todos menos en él. Cuando se encuentran cenando en familia, Enzo le reclama a Lara por no decir nada durante la reunión familiar iniciando una discusión, por lo que Lara le pide a sus hijos que vayan a su habitación. Cuando se encuentran en el hospital, Lito recibe un consejo de su madre, quien le dice que busque hablar con Lara y, sobre todo, con Joaquín, su hijo, y que le demuestre que es un buen hombre.      |              |                                                                |              |                                   |                           |
| 3 | 3            | «¡Grandes cambios en sus vidas!»                               | Aldo Salvini | Aldo Miyashiro y Érika Villalobos | 29 de septiembre de 2023  |
| Lito se junta con sus vecinos para acabar con la delincuencia y dejar de lado los cupos que vienen ocurriendo por un buen tiempo en el barrio y plantea acabar con la problemática. Victoria, la madre de Lara, asiste al médico para hacerse un chequeo. Sin embargo, recibe una terrible noticia por parte del doctor, quien encuentra marcadores tumorales elevados en ella, mandándola a hacerse análisis, para sacarse la duda de que tiene cáncer. Alberto y Victoria llevan a sus nietos al zoológico, Alberto empieza a contarles un poco sobre los animales a sus nietos, pero un comentario de Renata acerca de que le pueda dar cáncer a los leones deja pensando a Victoria en lo que podría suceder con ella. Luego de someter al barrio a votación para ver quiénes están de acuerdo o no en seguir pagando los cupos para proteger sus vidas. Don Tito aparece para hacer el desempate que finalmente ayuda a que la propuesta de Lita se haga realidad. Joaquín y Renata se juntan en su cuarto para conversar. Sin embargo, Renata le empieza a decir que si Lito se le acerca a él tiene mil maneras para hacerlo sufrir, pero Joaquín le confiesa que él es su padre. La doctora Flores le recomienda a Lito que no se meta en problemas y que no salga del país para que no afronte nuevos procesos legales. Sin embargo, él le confiesa a la doctora que ayudará a los vecinos a acabar con los cupos, pero ella le dice que debe alejarse de ese problema o de lo contrario podría afrontar nuevas acusaciones. Joaquín le cuenta a Renata que el temor que siente por su padre pasa porque él mató al tío Pablo. Es por eso que toda la familia teme por su vida si él vuelve acercarse a ellos. Lara conversa con Victoria y le confiesa que necesita buscar a Lito ahora que ya está en libertad. Su madre le dice que le haga caso a su corazón y si le dice que tiene que ir a conversar con él que lo haga. Lara pretende salir, pero Enzo la detiene en la cocina con una botella de vino. Victoria recuerda el día en el que Alberto le cede su puesto a su hijo Pablo, quien queda a cargo de la Naviera. En ese momento, las caras de Enzo y Eduardo por la noticia no son de las más agradables pareciendo que alguno de los dos esparaba quedarse a cargo de la empresa. Enzo empieza a contar que era la mano derecha de Pablo en la empresa y que ambos estaban pensando en unas estrategias para que puedan ser una dinamita juntos. Sin embargo, Renata fue directa y les pregunta a sus padres porque Lito mató a su tío. Enzo empieza a ser muy soberbio frente a Lara diciéndole que para ser un gerente no basta con lo que hizo su padre y que la empresa necesita a alguien como él con su toque "maradoniano"; sin embargo, Lara le dice que no debe creer que tiene los suficientes conocimientos para que Alberto lo elija. Lito se encuentra con un viejo amigo, pero este encuentro no es para nada amical porque le pide su arma que le prestó antes que lo metan preso. En un flashback, Pablo y Lito tienen una conversación en donde Pablo le solicita un misterioso pedido al exboxeador. Enzo encara a Lara tras discutir sobre su posición en la empresa de Alberto y le pregunta si ella sigue enamorada de Lito. |              |                                                                |              |                                   |                           |
| 4 | 4            | «Una llamada podría cambiarlo todo»                            | Aldo Salvini | Aldo Miyashiro y Érika Villalobos | 2 de octubre de 2023      |
| 5 | 5            | «Lito buscará a su hijo»                                       | Aldo Salvini | Aldo Miyashiro y Érika Villalobos | 3 de octubre de 2023      |
| 6 | 6            | «¿Qué verdad recibirá Alberto?»                                | Aldo Salvini | Aldo Miyashiro y Érika Villalobos | 4 de octubre de 2023      |
| 7 | 7            | «Lito será detenido»                                           | Aldo Salvini | Aldo Miyashiro y Érika Villalobos | 5 de octubre de 2023      |
| 8 | 8            | «Lito y Lara frente a frente»                                  | Aldo Salvini | Aldo Miyashiro y Abel Enríquez    | 6 de octubre de 2023      |
| 9 | 9            | «Lito y Lara y una emocionante conversación»                   | Aldo Salvini | Aldo Miyashiro y Abel Enríquez    | 9 de octubre de 2023      |
| 10 | 10           | «Lito sufre por el rechazo de su hijo»                         | Aldo Salvini | Aldo Miyashiro y Abel Enríquez    | 10 de octubre de 2023     |
| 11 | 11           | «Lara corre peligro»                                           | Aldo Salvini | Aldo Miyashiro y Abel Enríquez    | 11 de octubre de 2023     |
| 12 | 12           | «La vida de Lara pende de un hilo»                             | Aldo Salvini | Aldo Miyashiro y Abel Enríquez    | 12 de octubre de 2023     |
| 13 | 13           | «Lara seguirá luchando por su vida»                            | Aldo Salvini | Aldo Miyashiro y Abel Enríquez    | 13 de octubre de 2023     |
| 14 | 14           | «Lara se recupera del atentado que sufrió»                     | Aldo Salvini | Aldo Miyashiro y Abel Enríquez    | 16 de octubre de 2023     |
| 15 | 15           | «Lito corre peligro»                                           | Aldo Salvini | Aldo Miyashiro y Abel Enríquez    | 18 de octubre de 2023     |
| 16 | 16           | «¡Todo está en su contra!»                                     | Aldo Salvini | Aldo Miyashiro y Abel Enríquez    | 19 de octubre de 2023     |
| 17 | 17           | «¡Lara descubrirá la verdad!»                                  | Aldo Salvini | Aldo Miyashiro y Abel Enríquez    | 20 de octubre de 2023     |
| 18 | 18           | «Lara y Lito enamorados»                                       | Aldo Salvini | Aldo Miyashiro y Abel Enríquez    | 21 de octubre de 2023     |
| 19 | 19           | «La verdad sale a la luz»                                      | Aldo Salvini | Aldo Miyashiro y Abel Enríquez    | 24 de octubre de 2023     |
| 20 | 20           | «Las cosas se complican para Lara»                             | Aldo Salvini | Aldo Miyashiro y Abel Enríquez    | 25 de octubre de 2023     |
| 21 | 21           | «Un secreto que lo cambiará todo»                              | Aldo Salvini | Aldo Miyashiro y Abel Enríquez    | 26 de octubre de 2023     |
| 22 | 22           | «Empieza la pelea por la custodia»                             | Aldo Salvini | Aldo Miyashiro y Abel Enríquez    | 27 de octubre de 2023     |
| 23 | 23           | «Lito se enfrenta a Samuel»                                    | Aldo Salvini | Aldo Miyashiro y Abel Enríquez    | 30 de octubre de 2023     |
| 24 | 24           | «Las sorpresas no terminan»                                    | Aldo Salvini | Aldo Miyashiro y Abel Enríquez    | 31 de octubre de 2023     |
| 25 | 25           | «Lara será amenazada»                                          | Aldo Salvini | Aldo Miyashiro y Abel Enríquez    | 1 de noviembre de 2023    |
| 26 | 26           | «Graves problemas»                                             | Aldo Salvini | Aldo Miyashiro y Abel Enríquez    | 2 de noviembre de 2023    |
| 27 | 27           | «Cada vez más cerca de la verdad»                              | Aldo Salvini | Aldo Miyashiro y Abel Enríquez    | 3 de noviembre de 2023    |
| 28 | 28           | «Los villanos se unen»                                         | Aldo Salvini | Aldo Miyashiro y Abel Enríquez    | 6 de noviembre de 2023    |
| 29 | 29           | «La desgracia cae sobre la familia de Lito»                    | Aldo Salvini | Aldo Miyashiro y Abel Enríquez    | 7 de noviembre de 2023    |
| 30 | 30           | «La familia de Lito le da la espalda»                          | Aldo Salvini | Aldo Miyashiro y Abel Enríquez    | 8 de noviembre de 2023    |
| 31 | 31           | «Sugar y Tuerquita desconfían de Samuel»                       | Aldo Salvini | Aldo Miyashiro y Abel Enríquez    | 9 de noviembre de 2023    |
| 32 | 32           | «Lito encontrará a un testigo clave para mostrar su inocencia» | Aldo Salvini | Aldo Miyashiro y Abel Enríquez    | 10 de noviembre de 2023   |
| 33 | 33           | «Lito entre la vida y la muerte»                               | Aldo Salvini | Aldo Miyashiro y Abel Enríquez    | 13 de noviembre de 2023   |
| 34 | 34           | «La vida de Lito pende de un hilo»                             | Aldo Salvini | Aldo Miyashiro y Abel Enríquez    | 14 de noviembre de 2023   |
| 35 | 35           | «El destino de Lito tendrá un giro inesperado»                 | Aldo Salvini | Aldo Miyashiro y Abel Enríquez    | 15 de noviembre de 2023   |
| 36 | 36           | «Las verdades salen a la luz»                                  | Aldo Salvini | Aldo Miyashiro y Abel Enríquez    | 16 de noviembre de 2023   |
| 37 | 37           | «Lito se une a sus hijos»                                      | Aldo Salvini | Aldo Miyashiro y Abel Enríquez    | 17 de noviembre de 2023   |
| 38 | 38           | «La vida de Victoria corre peligro»                            | Aldo Salvini | Aldo Miyashiro y Abel Enríquez    | 20 de noviembre de 2023   |
| 39 | 39           | «¿Quién terminó con la vida de Victoria?»                      | Aldo Salvini | Aldo Miyashiro y Abel Enríquez    | 22 de noviembre de 2023   |
| 40 | 40           | «Lara sufrirá un atentado»                                     | Aldo Salvini | Aldo Miyashiro y Abel Enríquez    | 23 de noviembre de 2023   |
| 41 | 41           | «Cristina encontrará a su hijo»                                | Aldo Salvini | Aldo Miyashiro y Abel Enríquez    | 24 de noviembre de 2023   |
| 42 | 42           | «Lito cae en una trampa»                                       | Aldo Salvini | Aldo Miyashiro y Abel Enríquez    | 27 de noviembre de 2023   |
| 43 | 43           | «Las mentiras se van cayendo»                                  | Aldo Salvini | Aldo Miyashiro y Abel Enríquez    | 28 de noviembre de 2023   |
| 44 | 44           | «Las verdades a la orden del día»                              | Aldo Salvini | Aldo Miyashiro y Abel Enríquez    | 29 de noviembre de 2023   |
| 45 | 45           | «Nuevos hallazgos»                                             | Aldo Salvini | Aldo Miyashiro y Abel Enríquez    | 30 de noviembre de 2023   |
| 46 | 46           | «Se acaban los secretos»                                       | Aldo Salvini | Aldo Miyashiro y Abel Enríquez    | 1 de diciembre de 2023    |
| 47 | 47           | «Lito tendrá un tercer hijo»                                   | Aldo Salvini | Aldo Miyashiro y Abel Enríquez    | 4 de diciembre de 2023    |
| 48 | 48           | «Lito se enterará que será padre»                              | Aldo Salvini | Aldo Miyashiro y Abel Enríquez    | 5 de diciembre de 2023    |
| 49 | 49           | «Cada vez más cerca al final»                                  | Aldo Salvini | Aldo Miyashiro y Abel Enríquez    | 6 de diciembre de 2023    |
| 50 | 50           | «Renata y Joaquín serán secuestrados»                          | Aldo Salvini | Aldo Miyashiro y Abel Enríquez    | 7 de diciembre de 2023    |
| 51 | 51           | «¿Quién es el culpable?»                                       | Aldo Salvini | Aldo Miyashiro y Abel Enríquez    | 8 de diciembre de 2023    |

## Banda sonora
- «Yo te amo» — Chayanne
- «Pensando en ti» — Nano Morris
- «De vuelta al barrio» — Zaperoko
- «Que ironía» — Diego Dibós
- «Luz» — Aliados
- «Que bailes conmigo» — Tommy Portugal
- «Nada más» — Arianna Fernández
- «Desde que llegaste tú» — Bruno Gotelli
- «Cómo te va» — Río
- «Yo te amo» — Angie Chávez
- «Solo una canción más» — Los Fernández
- «Te quiero más» — Tulin Trigozo

## Recepción
Durante el primer episodio de la telenovela, se obtuvo 20 puntos de rating en su horario estelar, imponiéndose ante los programas El gran chef famosos y Magaly TV, la firme. Además, fue tendencia en las redes sociales debido a la fama de los protagonistas. Por otra parte, la telenovela obtuvo una aceptación regular de parte de la audiencia con una división de críticas por el desempeño actoral de los protagonistas.

## Premios y nominaciones
| Año  | Premio        | Categoría     | Nominación a   | Resultado | Ref.   |
| ---- | ------------- | ------------- | -------------- | --------- | ------ |
| 2024 | Premios Luces | Mejor ficción | Perdóname      | Nominada  | [ 20 ] |
| 2024 | Premios Luces | Mejor actor   | Emilram Cossío | Nominado  | [ 20 ] |